# Malvina Polo
Malvina Polo (26 de julio de 1903 – 6 de enero de 2000) fue una actriz de cine y concertista de piano estadounidense. Apareció en varias películas entre 1921 y 1924. Era hija del actor Eddie Polo y de la actriz Alice Finch. Se casó con Jeronimo "Carlos" Quiroga, hermano de Alex Romero, a quien conoció durante un rodaje en 1924. Polo abandonó su carrera de actriz tras el matrimonio y apoyó a su marido entre sus trabajos coreográficos cosiendo trajes para las Ice Follies.
Murió en San Juan Capistrano, California.

## Flimografía
- The Yellow Streak (1921)
- Foolish Wives (1922)
- Der Fluch der Habgier (1922)

Foto publicitaria de Eileen Sedgwick, Eddie Polo, y Malvina Polo

- A Woman of Paris (1923) dirigido por Charles Chaplin
- Wolves of the North (1924)